# Sperling und der brennende Arm
Sperling und der brennende Arm ist ein deutscher Fernsehfilm von Dominik Graf aus dem Jahr 1998. Es handelt sich um die siebte Episode der ZDF-Kriminalfilmreihe Sperling mit Dieter Pfaff in der Titelrolle. Sperlings Team bilden Karsten Rohde, verkörpert von Benno Fürmann, Vera Kowalski (Petra Kleinert) und Norbert Wachutka (Hans-Joachim Grubel). Die Haupt-Gaststars dieser Folge sind Katrin Saß, André Hennicke und Wolfgang Bathke.
Die Episode wurde 1999 mit dem bayerischen Fernsehpreis und dem Fernsehfilmpreis der Deutschen Akademie der Darstellenden Künste ausgezeichnet.

## Handlung
Vorwort: „Schaut auf diese Stadt. Erinnern Sie sich noch an die Worte? Ich schaue schon sehr lange auf Berlin. Ich habe fast mein ganzes Leben hier verbracht. Dies ist übrigens der Platz von wo aus ich eigentlich am liebsten auf Berlin schauen würde. Die Tische sind ganz nach meinem Umfang zurechtgeschnitten. Und ich liebe meinen Beruf, ich bin Polizist. Und ich bin der Meinung, dass mein Platz auf den Straßen der Stadt ist. Ich habe lange dafür gekämpft, um den Gängen unserer Zentrale und den Bürokratien unserer Abteilungen zu entkommen. Und als sie mir dann endlich meine eigene Ermittlungsgruppe gegeben haben, da haben sie uns an den Stadtrand in eine alte leere Villa versetzt, die Verwalter Berlins. Na ja, aber wissen Sie, von den Rändern der Städte aus sieht man die Dinge im Zentrum ja manchmal noch genauer. Und so machen wir, meine Mitarbeiter und ich uns täglich Mut und sagen uns, wenn wir es von hier aus nicht schaffen, dann schafft es sowieso keiner. Mein Name ist Sperling.“
Kriminalhauptkommissar Sperling und seine Mitarbeiter verbringen einen netten Abend im Lokal Herbrecht, das gut besucht ist. Zur selben Zeit machen zwei Fremde dem Wirt einen Vorschlag, der auf Schutzgelderpressung hinausläuft. Als dieser davon nichts wissen will, bleiben sie die Rechnung schuldig und werden von dem Wirt gebeten zu gehen und sein Lokal nie wieder zu betreten. Kurz darauf kommt es zu einem inszenierten Vorfall, der darin mündet, dass im Lokal eine wilde Schlägerei ausbricht, in die auch die Bedienung Marianne und die Gäste verwickelt werden. Sperling, der ebenso wie seine Kollegen eingreift, fängt sich einen brennenden Arm ein. Sperling ist sich sicher, dass das eine gezielte Aktion war hinter der Schutzgelderpressung steckt. Er weist den Wirt, Hermann Herbrecht, darauf hin, dass er mit ihm reden solle, denn wenn er es jetzt nicht täte, würde er später zahlen. Die Frau des Wirts wendet sich wenig später an Sperling und bestätigt dessen Vermutung. Sie wüssten nicht, wie sie damit umgehen sollen. Ihr Mann schildert kurz darauf, dass er schon längere Zeit mit Schwierigkeiten zu kämpfen habe. Schikanen in seinem Lokal führten dazu, dass die Gäste langsam ausblieben.
Sperling führt ein Gespräch mit einem befreundeten Kollegen, der sich in der Szene auskennt, das desillusionierend ist. Man beschließt, das Lokal ab sofort rund und die Uhr zu überwachen. Trotzdem kann nicht verhindert werden, dass Marianne, mit der der Wirt ein Verhältnis hat, auf ihrem Weg nach Hause in schlimmer Art und Weise von drei Männern angegriffen wird. Sie will nicht, dass Herbrecht es der Polizei sagt, beendet aber sowohl das private als auch das Arbeitsverhältnis abrupt.
Als einige Zeit später eine Abordnung von acht Leuten das Lokal betritt, spitzt sich die Situation zu. Ein Anruf, den Herbrecht erhält, unterstreicht die Gefahr, die sich anzubahnen droht. Da sich der zu dieser Zeit mit zwei Frauen im Lokal anwesende Zuhälter Nopse in fremdenfeindlicher Art einmischt, laufen die Dinge anders als von den Beamten, die sich eine Handhabe gegen die Albaner erhofft hatten, geplant. Herbrecht bekommt kalte Füße und zieht seine Anzeige zurück. Seine Frau hingegen will sich dem Diktat der Verbrecher nicht beugen. Nachdem Sperling erfahren hat, dass Marianne überfallen worden ist, sucht er sie zusammen mit seiner Kollegin Vera Kowalski auf. Marianne scheint jedoch so traumatisiert zu sein, dass sie jeden Versuch eines Gespräches abblockt. Zu schlimm war das, was man ihr angetan hat.
Als die Schutzgelderpresser erneut bei den Herbrechts auftauchen und der Wirt gewillt ist, auf ihr Angebot einzugehen, stellt sich ihnen die Wirtin in den Weg, fotografiert die beiden und spricht so laut mit ihnen, dass die anwesenden Gäste mithören können. Sie will wissen, ob die Herren es nicht einmal mit ehrlicher Arbeit versuchen wollten und bekräftigt, dass bei ihnen kein Geld zu holen sei und will wissen, was sie denn nun zu tun gedenken: zusammenschlagen, vergewaltigen, erschießen oder was sonst? Die Drohung, die der Anführer daraufhin ausstößt, ist geschickterweise nur indirekt. Kurz darauf wird Herbrecht jedoch unter einem Vorwand aus dem Lokal gelockt und in der Dunkelheit zusammengeschlagen und gequält. Seine Frau macht sich bittere Vorwürfe und befürchtet, dass er nun nur noch einen Gedanken hat, den, sich rächen zu wollen. Tatsächlich besorgt Hermann Herbrecht sich eine Waffe. In einem Billardclub stellt Herbrecht die Albaner und versucht, ihnen unmissverständlich klarzumachen, dass er jeden von ihnen erschießen werde, der sein Lokal noch einmal betreten wolle. Da einer der Informanten der Schutzgelderpresser sich bereit erklärt, mit der Polizei zusammenzuarbeiten, kann Sperling einen Haftbefehl gegen die Drahtzieher erwirken. Sie werden festgenommen.
Auch die Trickbetrüger, die sich als Gasableser ausgeben, um, bevorzugt bei älteren Leuten, in die Wohnung eingelassen zu werden, um dort Beute zu machen, können von Sperlings Leuten ermittelt und festgenommen werden.

## Produktion

### Dreharbeiten, Produktionsnotizen
Der Film wurde in Berlin und Umgebung gedreht. Die Aufnahmeleitung hatten Dietmar Fischer und Thomas Hund inne, die Produktionsleitung Dieter Stempnierwsky und die Redaktion Klaus Bassiner und Alexander Ollig. Es handelt sich um eine Produktion der Polyphon Film- und Fernsehgesellschaft mbH im Auftrag des ZDF in Zusammenarbeit mit der Arte Deutschland TV GmbH (Baden-Baden).

### Veröffentlichung
Sperling und der brennende Arm wurde am 23. Oktober 1998 erstmals zur Hauptsendezeit im Fernsehprogramm von Arte ausgestrahlt. Im ZDF lief der Film kurz darauf.
Diese siebte Episode der Reihe erschien zusammen mit allen weiteren 17 Folgen am 10. April 2015 auf DVD, herausgegeben von der Edel Germany GmbH.

## Rezeption

### Kritik
Die Kritiker der Fernsehzeitschrift TV Spielfilm vergaben an den Film die bestmögliche Wertung, indem sie mit dem Daumen nach oben zeigten und schrieben: „‚Es geht um Kriminelle, nicht um Ausländer!‘ – Das TV-Krimijuwel von Dominik Graf (…) nennt Dinge beim Namen und verzichtet zugleich auf Klischees. Dafür gab es den Bayerischen Fernsehpreis.“ Das Fazit lautete: „Rauer TV-Krimi mit brennendem Thema.“.
Auch die Redaktion des Fernsehmagazins Prisma war voll des Lobes: „Ein exzellent in Szene gesetzter Krimi von Dominik Graf, der aber auch vom beeindruckenden Spiel der beiden Protagonisten lebt. In der Rolle des etwas abgewrackt daherlaufenden Kommissar Sperling glänzt einmal mehr Charakterdarsteller Dieter Pfaff, und als Assistent spielt ihm Benno Fürmann die Bälle zu. Zeitgemäß auch das Thema, denn immer wieder verschrecken die Brutalitäten der verschiedensten Banden die Gastronomieszene.“
Rainer Tittelbach gab dem Film auf seiner Seite tittelbach.tv 5½ von 6 möglichen Sternen und fasste seine Kritik folgendermaßen zusammen: „Kiez-Kommissar Sperling wird Zeuge brutaler Schutzgelderpressung durch albanische Jugendliche. Dieser Krimi zeigte bereits 1998 die andere Seite des schönen neuen Berlins. Den Machern und dem ZDF war es wichtig, dass keine falschen ideologischen Schlüsse aus der Geschichte gezogen werden. Ein Ausnahmekrimi, der der Angst bei der Arbeit zuschaut. Viel Milieu, latente Gewalt, hoher Realismusgehalt, Konzentration auf das Wesentliche.“ Tittelbach hob besonders die Gast-Auftritte von André Hennicke und Katrin Saß hervor, die „überragend“ seien, auch die Länge von 105 statt der üblichen 90 Minuten zeige, dass es sich um einen „Ausnahmekrimi“ handele.

### Auszeichnungen
- Filmfest München 1998: TV Movie Award für die beste deutsche fiktionale Fernsehproduktion
- Robert-Geisendörfer-Preis 1999
- Deutscher Fernsehpreis 1999 in der Kategorie „Bester Fernsehfilm“ und für
  - Katrin Saß in der Kategorie „Beste Schauspielerin“ in einer Nebenrolle
- Bayerischer Fernsehpreis 1999 für Dieter Pfaff für herausragende schauspielerische Leistungen
- Deutscher Fernsehspielpreis 1999
- Goldene Kamera 2000 für Dieter Pfaff für seine schauspielerische Leistung, unter anderem in Sperling[6]